# Prensdorf
Prensdorf è una frazione del comune tedesco di Dahmetal, nel Land del Brandeburgo.

## Storia
Il 31 dicembre 2001 il comune di Prensdorf venne soppresso e fuso con i comuni di Görsdorf e Wildau-Wentdorf, formando il nuovo comune di Dahmetal.